# 絲尾副唇魚
絲尾副唇魚，為輻鰭魚綱鱸形目隆頭魚亞目隆頭魚科的其中一種，分布於西印度洋的馬達加斯加及葛摩海域，棲息深度可達42公尺，體長可達8.5公分，棲息在沿海礁坡海域，生活習性不明，可作為觀賞魚。

## 擴展閱讀
維基物種上的相關：絲尾副唇魚